# バーニー・F・ハジロ
バーニー・フシミ・ハジロ（Barney Fushimi Hajiro、日本名：羽白 二四三〈はじろ ふしみ〉、1916年9月16日 - 2011年1月21日  ）は、日系アメリカ人のアメリカ陸軍第442連隊戦闘団一等兵。第二次世界大戦時の活躍により、名誉勲章受章者となった。

## 経歴
第一次世界大戦中に広島県からマウイ島に渡ったの両親のもと、9人兄弟の2番目の子供として生まれる。家庭は貧しく、兄弟のうち2人は幼少期に亡くなっている。バーニーも家計を助けるべく学校を中退し、サトウキビ畑の手伝いを経験した後、ホノルルで港湾労働者として働いた。1941年12月の真珠湾攻撃の直後に陸軍へ徴兵され、工兵大隊の一員として単純作業に従事した。
1943年3月に、自身と同じ日系二世で編成された第442連隊戦闘団に参加することを申し出た。442連隊はヨーロッパに派遣されて、1944年5月にイタリアのローマ北部で、ナチス・ドイツ軍と戦火を交えた。そこから、442連隊はフランスに移動して、1944年10月19日に同国東部のブリュイエールとビフォンテーヌでの戦闘に参加した。同日から10日に亘って、ハジロはその戦いぶりから、度々その名を知らしめることとなった。10月19日には、味方を助けるべく自ら敵の攻撃の標的となり、3日後には仲間と共に敵のパトロール部隊18名を待ち伏せて撃滅した。10月29日の、ヴォージュ山脈においてドイツ軍に包囲された、いわゆる「失われた大隊」の救出作戦の際には、肩と手首を撃たれて左腕が麻痺してしまうまで、独力で2つのドイツ軍の機関銃座を破壊した。彼は、モンテカルロにおいて再び442連隊に合流することが出来たが、怪我によって除隊を命じられ、治療のために帰国することとなった。
1944年10月の一連の行為によって、ハジロには除隊前に殊勲十字章が授与された。1948年には、「失われた大隊」の救出に貢献したことにより、イギリス政府から武勲勲章が授与された。1990年代になって、全てのアジア系アメリカ人の殊勲十字章受賞歴を再調査したところ、名誉勲章に格上げされることとなった。2000年6月21日にホワイトハウスで執り行われた式典において、ビル・クリントン大統領から名誉勲章が贈呈された。2004年には、フランス政府からレジオンドヌール勲章を授与された。
2011年1月21日、ハワイ州のワイパフで死去。ジョン・ウィリアム・フィンが2010年5月27日に歿した後は、最高齢の名誉勲章受章者であった。

## 名誉勲章
ハジロが受賞した名誉勲章には下記のように記されている。

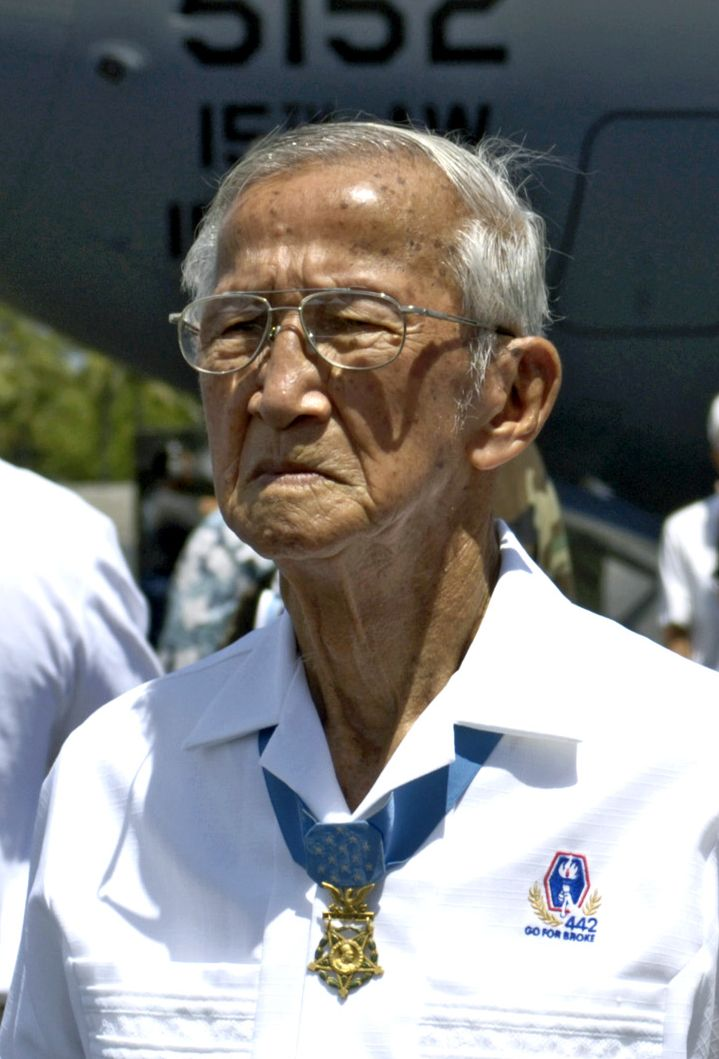
2006年

バーニー・F・ハジロ一等兵は、1944年10月19・22・29日のフランス東部のブリュイエールならびにビフォンテーヌ近郊における作戦中の際立って英雄的な行動によって、その名を残すこととなった。1944年10月19日に、ブリュイエール近郊の堤防において哨兵を務めている際、ハジロ一等兵は敵の砲火を自身に向けさせることによって、200ヤード離れた地点の掩体を攻撃している連合軍部隊を援助し、友軍の砲火を敵の拠点に向けさせた。彼は、その正確な自動小銃の射撃により、敵の狙撃手2名を殺傷し、部隊に貢献した。1944年10月22日に、彼と1人の仲間は、自身らの小隊の右正面50ヤードの位置から前哨警戒を始め、姿を隠すことによって、重武装の敵のパトロール部隊18名のうち2名を殺害、1名を負傷させ、残った者を捕虜として捕らえた。1944年10月29日に、ビフォンテーヌ近郊の樹木が茂った地域で、ハジロ一等兵は丘の傾斜の上において敵の攻撃が行われている約100ヤード前を走りながら攻撃を始めた。彼は仲間より約10ヤード前を進み、自ら攻撃の的となって、カモフラージュされた機関銃座を発見した。彼は敵軍の砲火を恐れず、独力で2つの機関銃座を破壊して、敵の狙撃手2名を殺害した。ハジロ一等兵の英雄的な行動の結果、攻撃は成功した。ハジロ一等兵の類まれな英雄的行為と任務への忠誠は、軍隊の最も崇高な伝統を維持し、また、彼本人やその部隊、ひいてはアメリカ陸軍への大きな信頼をもたらすものであった。